# Delassor fraseri
Delassor fraseri är en insektsart som först beskrevs av William Lucas Distant 1909.  Delassor fraseri ingår i släktet Delassor och familjen spottstritar. Inga underarter finns listade i Catalogue of Life.